# کولودروما آرنا
کولودروما یک سالن ورزشی سرپوشیده چند منظوره است که در پلوودیو، بلغارستان واقع شده‌است. ظرفیت صندلی‌های آن بسته به کاربری بین ۴۸۰۰ تا ۷۵۰۰ نفر متغیر است.
علاوه بر مسابقات دوچرخه سواری، این ورزشگاه می‌تواند میزبان ۲۲ نوع مسابقات ورزشی دیگر باشد و همچنین می‌تواند به عنوان یک سالن کنسرت استفاده شود. این مجموعه دارای پارکینگ زیرزمینی با ۳۰۰ محل پارک، یک مرکز مطبوعاتی مدرن، اتاق‌های رختکن، امکانات مربیگری، یک مرکز ورزشی-تفریحی، رستوران و یک مرکز تجاری بزرگ برای انواع کالاها و وسایل ورزشی است.

## ساخت و ساز
معمار این پروژه مهندس ساندر دوما هلندی است که پیش از این بزرگترین ولودروم‌های شناخته شده در اروپا را ساخته‌است.

این ورزشگاه در تاریخ ۳۰ آگوست ۲۰۱۵ با حضور تعداد زیادی از مقامات دولتی و چهره‌های ورزشی بلغارستان به‌طور رسمی افتتاح شد.

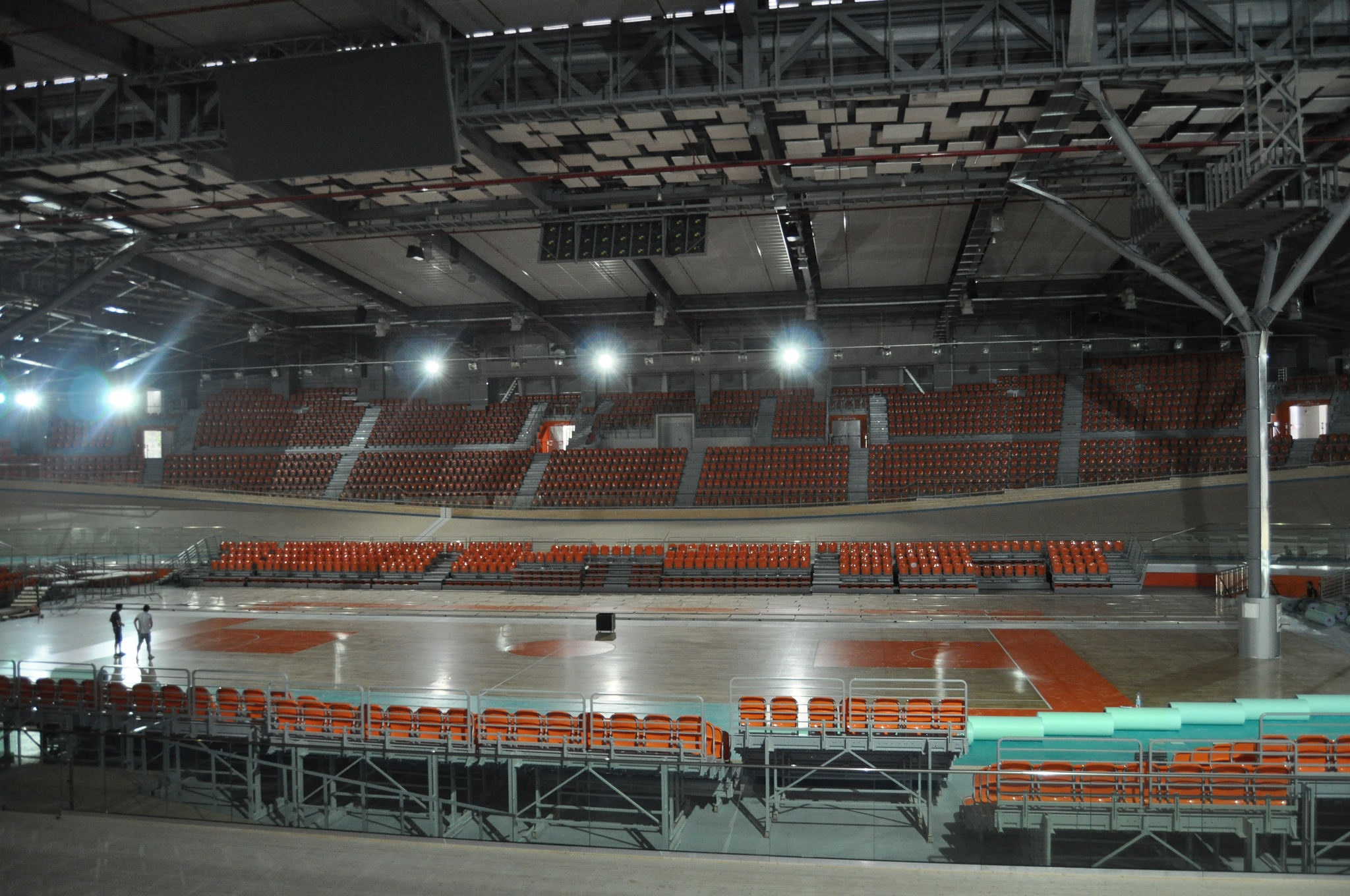
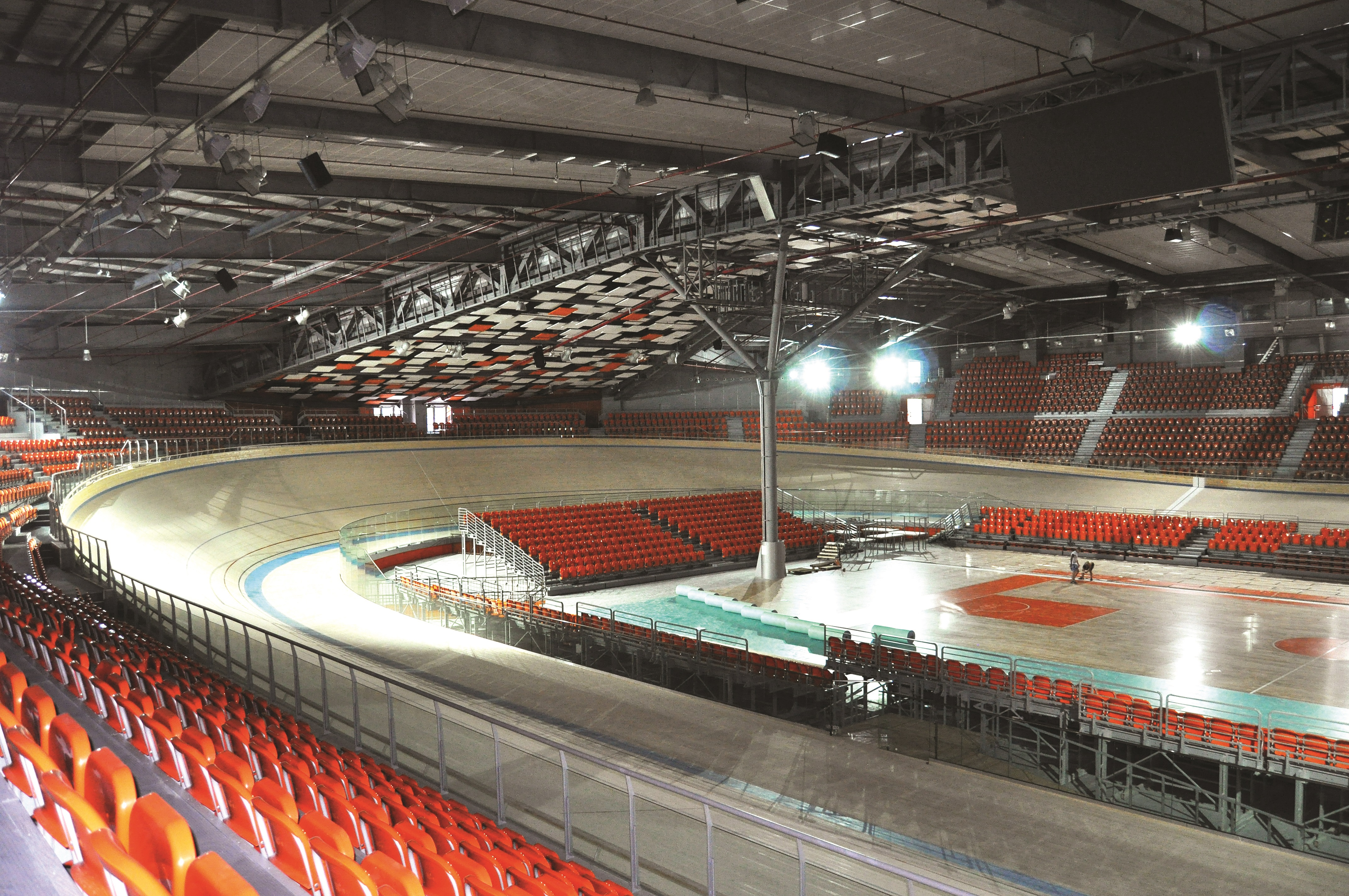

## رویدادهای مهم ورزشی
- مسابقات جهانی تکواندو ITF - اوت ۲۰۱۵
- مسابقات قهرمانی اروپا والیبال زیر ۲۰ سال مردان ۲۰۱۶
- جام بسکتبال بلغارستان ۲۰۱۷
- قهرمانی جهان والیبال مردان FIVB 2018
- مسابقات قهرمانی پیست اروپا UEC 2020